# Het labyrint der lusten
Het labyrint der lusten is een Nederlandse film uit 1991 van Pim de la Parra. Het is gebaseerd op een scenario van hemzelf. De film heeft als internationale titel Labyrinth of Lust.

## Rolverdeling
| Acteur                    | Personage                |
| ------------------------- | ------------------------ |
| Peter Barent              | Bokstrainer              |
| Thea Biermans             | Fotografe                |
| Francesco Crabu           | Taxichauffeur            |
| Berith Danse              | Bokster                  |
| Natasja Andre de la Porte | Autistische vrouw        |
| Cyrus Frisch              | Bordeelhouder            |
| Ellis Geeflor             | Schoonmaakster           |
| Aurora Guds               | Bediende                 |
| Margot Hakhuis            | Advocate                 |
| Curtis Jones              | Echtgenoot psychiater    |
| Fulco Lorenzo             | Assistant stadsarchitect |
| Cindy Marlet              | Hoertje                  |
| Dunja Monker              | Hoertje                  |
| Hedda Oledzky             | Vriendin Jaqueline       |
| Johan Schulmayer          | Advocate                 |
| Jacqueline Spears         | Psychiater               |
| Dela Maria Vaags          | Jaqueline                |
| Lotte van Dam             | Makelaar                 |
| Otakar Votocek            | Psychiater               |
| Mingus Weyand             | Bediende                 |